# Cladonia crispatula
Cladonia crispatula är en lavart som först beskrevs av William Nylander och som fick sitt nu gällande namn av Teuvo Ahti. 
Cladonia crispatula ingår i släktet Cladonia och familjen Cladoniaceae. Inga underarter finns listade i Catalogue of Life.